# تپه انهرکرد
تپه انهرکرد مربوط به عصر مس - هزاره اول قبل از میلاد است و در شهرستان ارومیه، بخش مرکزی، دهستان روضه چای، روستای انهرکرد واقع شده و این اثر در تاریخ ۲۵ آبان ۱۳۸۷ با شمارهٔ ثبت ۲۳۵۶۶ به‌عنوان یکی از آثار ملی ایران به ثبت رسیده است.